# Murgești, Mureș

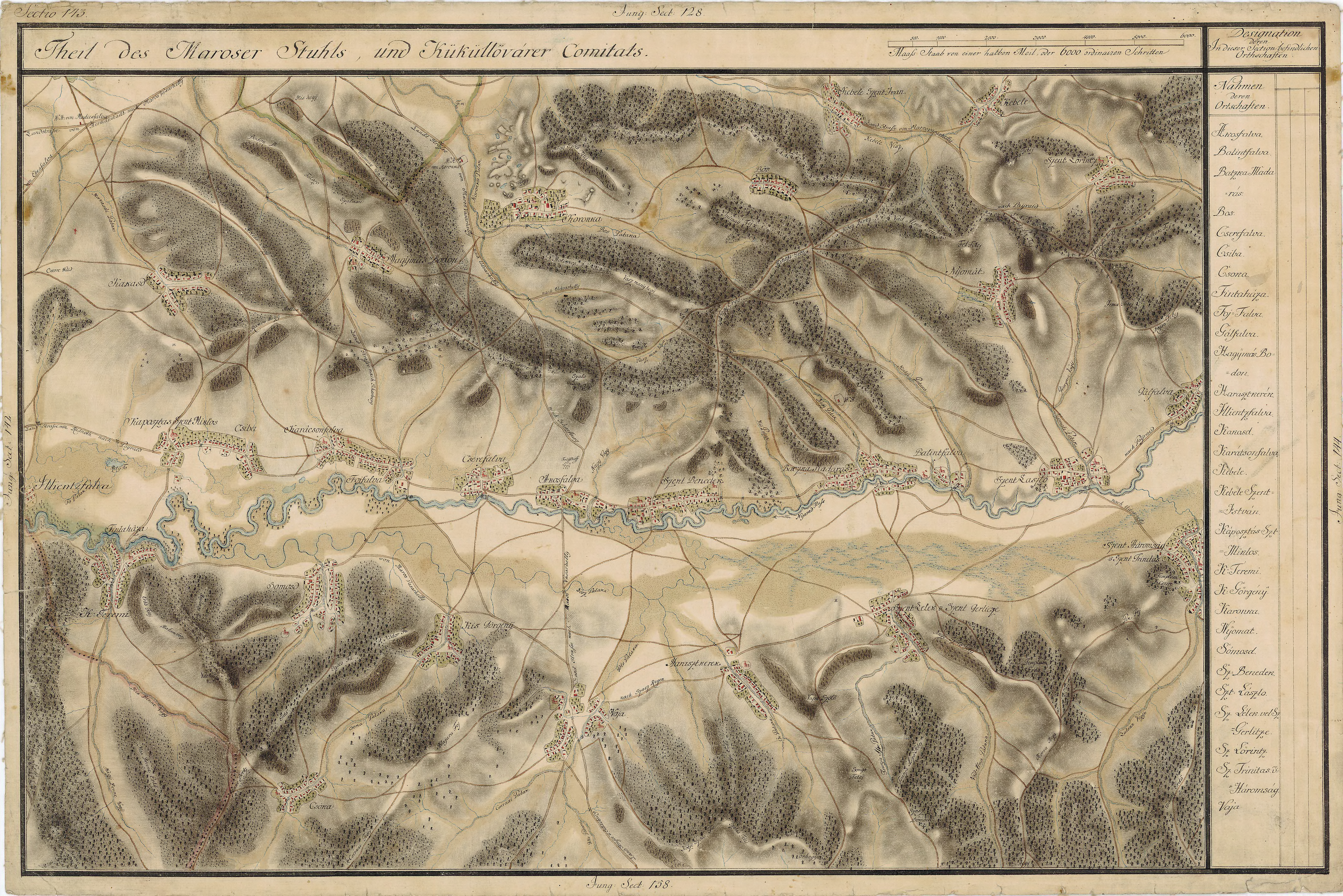
Murgești în Harta Iosefină a Transilvaniei, 1769-73

Murgești (în maghiară Nyárádszentbenedek, germană Sankt Benedikt) este un sat în comuna Acățari din județul Mureș, Transilvania, România. Se află în partea de sud a județului, pe Niraj.

## Obiective memoriale
Parcela Eroilor Români din Al Doilea Război Mondial este amplasată în cimitirul din localitate. A fost amenajată în anul 1945 și are o suprafață de 234 mp. În parcelă sunt înhumați 31 eroi cunoscuți și 15 eroi necunoscuți, în morminte individuale.